# Buoktjaure
Buoktjaure (aktuell lulesamisk ortografi Buoktjájávrre) är en sjö i Arjeplogs kommun i Lappland och ingår i Piteälvens huvudavrinningsområde. Sjön har en area på 1,51 kvadratkilometer och ligger 475,1 meter över havet.

## Delavrinningsområde
Buoktjaure ingår i det delavrinningsområde (741077-156601) som SMHI kallar för Utloppet av Buoktjaure. Medelhöjden är 751 meter över havet och ytan är 14,9 kvadratkilometer. Det finns ett avrinningsområde uppströms, och räknas det in blir den ackumulerade arean 32,98 kvadratkilometer. Buoktjåkkå som avvattnar avrinningsområdet har biflödesordning 2, vilket innebär att vattnet flödar genom totalt 2 vattendrag innan det når havet efter 293 kilometer. Avrinningsområdet består mestadels av skog (44 procent) och kalfjäll (44 procent). Avrinningsområdet har 1,51 kvadratkilometer vattenytor vilket ger det en sjöprocent på 10,1 procent.